# Robert Glassby
Robert Edward Cecil Fouracre Glassby, auch Robert Edward Glassby oder Robert Glassby (* 1872 in Chelsea; † 19. November 1908 in London) war ein britischer Bildhauer.

## Leben
Glassby war der Sohn des Bildhauers Robert Edward Glassby (* 17. Dezember 1835; † 3. August 1892). Sein Vater war ein Mitarbeiter von Joseph Edgar Boehm und stellte von 1865 bis 1892 seine Werke in der Royal Academy of Arts aus. Glassby vollendete die letzte Arbeit seines Vaters, eine von Königin Victoria in Auftrag gegebene Büste des Großherzogs Ludwig IV. von Hessen für das königliche Mausoleum in Frogmore bei Schloss Windsor. Darüber hinaus stammen auch zwei Engelsstatuetten am Grabmal des Heinrich Moritz von Battenberg in der Wippingham Church auf der Isle of Wight. Glassby studierte an der Royal Academie.
Im Wiener Heeresgeschichtlichen Museum befindet sich die Statuette eines Gardedragoners in Paradeadjustierung von der Hand des Robert Glassby. Es handelte sich dabei um ein Ehrengeschenk des königlich-britischen Garderegiments an den Inhaber des Regiments, Kaiser Franz Joseph I. von Österreich-Ungarn.
Seine Vorfahren väterlicherseits waren sein Großvater William Jackson Glassby (1813–1864), der als Steinmetz tätig war. Dessen Vater Robert Glassby Senior (1775–1849) war Schullehrer und Gemeindeschreiber.

## Werke (Auszug)
- Statuette Gardedragoner in Paradeadjustierung, 1898, Bronze vergoldet, 12 × 9,5 × 43 cm, Heeresgeschichtliches Museum, Wien